# Vasilij Pěrvuchin
Vasilij Alexejevič Pěrvuchin (rusky Василий Алексеевич Первухин, * 1. ledna 1956 v Penze, SSSR) je bývalý ruský hokejový obránce.

## Reprezentace

### Juniorské
Reprezentoval Sovětský svaz. Je juniorským mistrem Evropy do 19 let z šampionátu 1975 ve Francii, o rok dříve na MEJ ve Švýcarsku získal stříbro.
V dresu národního týmu do 20 let absolvoval mistrovství světa juniorů v letech 1974 v SSSR, 1975 v Kanadě a 1976 ve Finsku - jednalo se v té době ještě ale o neoficiální ročníky turnaje. Všechny tři šampionáty Sověti vyhráli a Pěrvuchin byl v roce 1976 vyhlášen nejlepším obráncem a zařazen do All star týmu.
Statistika na neoficiálních MSJ
| 1974 | SSSR 20 | MS 20 | 2 | 0 | 1 | 1 | 0 |
| 1975 | SSSR 20 | MS 20 |   | 0 | 1 | 1 |   |
| 1976 | SSSR 20 | MS 20 | 4 | 1 | 1 | 2 | 2 |

### SSSR
Premiéru v sovětské reprezentaci si odbyl 16.12.1976 v Moskvě v rámci turnaje Cena Izvestijí 1976 proti Švédsku (9:2). Devětkrát startoval na mistrovství světa – 1977 v Rakousku (bronz), 1978 v Československu (zlato), 1979 v SSSR (zlato), 1981 ve Švédsku (zlato), 1982 ve Finsku (zlato), 1983 v Západním Německu (zlato), 1985 v Československu (bronz), 1986 v SSSR (zlato) a 1987 v Rakousku (stříbro). Absolvoval dvakrát olympijské hry – 1980 v Lake Placid (stříbro) a 1984 v Sarajevu (zlato). Třikrát se zúčastnil Kanadského poháru –1981 (vítěz), 1984 (semifinále) a 1987 (finále). Po Kanadském poháru 1987 se objevil v národním týmu už pouze v přátelském dvojutkání ve Finsku proti domácímu mužstvu v březnu 1989. Celkem odehrál 280 utkání a nastřílel 22 branek.

### Reprezentační statistiky
| 1974                 | SSSR 19              | ME 19                | 5  | 0 | 1  | 1  | 2  |
| 1975                 | SSSR 19              | ME 19                | 5  | 0 | 0  | 0  | 0  |
| 1977                 | SSSR                 | MS                   | 10 | 1 | 1  | 2  | 0  |
| 1978                 | SSSR                 | MS                   | 10 | 1 | 2  | 3  | 2  |
| 1979                 | SSSR                 | MS                   | 7  | 0 | 3  | 3  | 0  |
| 1980                 | SSSR                 | OH                   | 7  | 0 | 9  | 9  | 2  |
| 1981                 | SSSR                 | MS                   | 8  | 1 | 3  | 4  | 2  |
| 1981                 | SSSR                 | KP                   | 6  | 0 | 2  | 2  | 6  |
| 1982                 | SSSR                 | MS                   | 10 | 0 | 1  | 1  | 0  |
| 1983                 | SSSR                 | MS                   | 9  | 0 | 1  | 1  | 0  |
| 1984                 | SSSR                 | OH                   | 7  | 0 | 2  | 2  | 0  |
| 1984                 | SSSR                 | KP                   | 6  | 0 | 0  | 0  | 0  |
| 1985                 | SSSR                 | MS                   | 10 | 0 | 1  | 1  | 0  |
| 1986                 | SSSR                 | MS                   | 7  | 1 | 1  | 2  | 4  |
| 1987                 | SSSR                 | MS                   | 7  | 0 | 1  | 1  | 0  |
| 1987                 | SSSR                 | KP                   | 8  | 0 | 2  | 2  | 4  |
| Mistrovství světa 9× | Mistrovství světa 9× | Mistrovství světa 9× | 78 | 4 | 14 | 18 | 8  |
| Olympijské hry 2×    | Olympijské hry 2×    | Olympijské hry 2×    | 14 | 0 | 11 | 11 | 2  |
| Kanadský pohár 3×    | Kanadský pohár 3×    | Kanadský pohár 3×    | 20 | 0 | 4  | 4  | 10 |

## Kariéra
Odchovanec klubu Dizel Penza pomohl mateřskému klubu v sezoně 1973/74 k postupu do druhé sovětské ligy, tu zde hrál v letech 1974–1976. Poté přestoupil do HC Dynamo Moskva, jehož dres oblékal v nejvyšší soutěži třináct let. V roce 1979 byl vybrán do ligového All Star týmu. Číslo 5 se v Dynamu na jeho počest neužívá.
V roce 1989 bylo umožněno sovětským hokejistům odejít do zahraničí, Pěrvuchin hrál šest let japonskou ligu za Ódži Sejši. S tímto klubem získal třikrát ligový titul (1989/90, 1990/91, 1993/94). Před sezonou 1995/96 posílil v ruské superlize celek Křídla Sovětů Moskva. Během ročníku 1996/97 přestoupil do týmu Severstal Čerepovec. Závěrečné období kariéry 1997–1999 odehrál za Molot Perm.

## Klubové statistiky
| Sezona  | Klub                 | Soutěž | Základní část | Základní část | Základní část | Základní část | Základní část | Play off | Play off | Play off | Play off | Play off |
| Sezona  | Klub                 | Soutěž | Z             | G             | A             | B             | TM            | Z        | G        | A        | B        | TM       |
| ------- | -------------------- | ------ | ------------- | ------------- | ------------- | ------------- | ------------- | -------- | -------- | -------- | -------- | -------- |
| 1974/75 | Dizel Penza          | SSSR2  | 34            | 0             | 0             | 0             | 6             | —        | —        | —        | —        | —        |
| 1975/76 | Dizel Penza          | SSSR2  | 49            | 5             | 9             | 14            | 20            | —        | —        | —        | —        | —        |
| 1976/77 | Dynamo Moskva        | SSSR   | 35            | 2             | 6             | 8             | 2             | —        | —        | —        | —        | —        |
| 1977/78 | Dynamo Moskva        | SSSR   | 36            | 4             | 7             | 11            | 4             | —        | —        | —        | —        | —        |
| 1978/79 | Dynamo Moskva        | SSSR   | 44            | 3             | 19            | 22            | 6             | —        | —        | —        | —        | —        |
| 1979/80 | Dynamo Moskva        | SSSR   | 44            | 5             | 10            | 15            | 4             | —        | —        | —        | —        | —        |
| 1980/81 | Dynamo Moskva        | SSSR   | 49            | 11            | 4             | 15            | 6             | —        | —        | —        | —        | —        |
| 1981/82 | Dynamo Moskva        | SSSR   | 45            | 8             | 12            | 20            | 10            | —        | —        | —        | —        | —        |
| 1982/83 | Dynamo Moskva        | SSSR   | 42            | 6             | 11            | 17            | 8             | —        | —        | —        | —        | —        |
| 1983/84 | Dynamo Moskva        | SSSR   | 43            | 6             | 9             | 15            | 4             | —        | —        | —        | —        | —        |
| 1984/85 | Dynamo Moskva        | SSSR   | 40            | 8             | 13            | 21            | 6             | —        | —        | —        | —        | —        |
| 1985/86 | Dynamo Moskva        | SSSR   | 40            | 7             | 8             | 15            | 8             | —        | —        | —        | —        | —        |
| 1986/87 | Dynamo Moskva        | SSSR   | 39            | 11            | 13            | 24            | 14            | —        | —        | —        | —        | —        |
| 1987/88 | Dynamo Moskva        | SSSR   | 47            | 5             | 4             | 9             | 10            | —        | —        | —        | —        | —        |
| 1988/89 | Dynamo Moskva        | SSSR   | 44            | 8             | 10            | 18            | 6             | —        | —        | —        | —        | —        |
| 1989/90 | Ódži Sejši           | JPN    |               |               |               |               |               |          |          |          |          |          |
| 1990/91 | Ódži Sejši           | JPN    |               |               |               |               |               |          |          |          |          |          |
| 1991/92 | Ódži Sejši           | JPN    |               |               |               |               |               |          |          |          |          |          |
| 1992/93 | Ódži Sejši           | JPN    |               |               |               |               |               |          |          |          |          |          |
| 1993/94 | Ódži Sejši           | JPN    |               |               |               |               |               |          |          |          |          |          |
| 1994/95 | Ódži Sejši           | JPN    |               |               |               |               |               |          |          |          |          |          |
| 1995/96 | Křídla Sovětů Moskva | RUS    | 29            | 2             | 5             | 7             | 8             | —        | —        | —        | —        | —        |
| 1996/97 | Křídla Sovětů Moskva | RUS    | 25            | 2             | 3             | 5             | 4             | —        | —        | —        | —        | —        |
|         | Severstal Čerepovec  | RUS    | 16            | 2             | 2             | 4             | 0             | 3        | 0        | 0        | 0        | 0        |
| 1997/98 | Molot Perm           | RUS    | 43            | 3             | 12            | 15            | 6             | —        | —        | —        | —        | —        |
| 1998/99 | Molot Perm           | RUS    | 35            | 0             | 10            | 10            | 2             | 4        | 0        | 0        | 0        | 0        |